# Frauenkappelen
Frauenkappelen är en ort och kommun i distriktet Bern-Mittelland i kantonen Bern, Schweiz. Kommunen har 1 468 invånare (2023).